# Eulithis intermedia
Eulithis intermedia är en fjärilsart som beskrevs av Karl Schawerda 1914. Eulithis intermedia ingår i släktet Eulithis och familjen mätare. Inga underarter finns listade i Catalogue of Life.